# Farní sbor Českobratrské církve evangelické ve Vysokém Mýtě
Farní sbor Českobratrské církve evangelické ve Vysokém Mýtě je sborem Českobratrské církve evangelické ve Vysokém Mýtě. Sbor spadá pod Chrudimský seniorát.
Farářem sboru je Petr Peňáz, kurátorem sboru Dan Popelář.

## Faráři sboru
- Jakub Caha (1924–1931)
- Bohumír Šuchman (1933–1945)
- Jan Blahoslav Horký (1942–1945)
- Jiří Zejfart (1981-1996)
- Leoš Mach (1997–2008)
- Ladislav Havelka (2009–2019)
- Petr Peňáz (2019–)